# Kanton Le Mêle-sur-Sarthe
Der Kanton Le Mêle-sur-Sarthe war von 1790 bis 2015 ein französischer Wahlkreis im Arrondissement Alençon, im Département Orne und in der Region Basse-Normandie; sein Hauptort war Le Mêle-sur-Sarthe.
Der Kanton war 151,89 km² groß und hatte (1999) 4.499 Einwohner, was einer Bevölkerungsdichte von 30 Einwohnern pro km² entsprach. Er lag im Mittel auf 169 Meter über dem Meeresspiegel, zwischen 132 m in Hauterive und 224 m in Boitron. 

## Gemeinden
Der Kanton bestand aus 15 Gemeinden:
| Gemeinde               | Einwohner Jahr | Fläche km² | Bevölkerungsdichte | Code INSEE | Postleitzahl |
| ---------------------- | -------------- | ---------- | ------------------ | ---------- | ------------ |
| Aunay-les-Bois         | 185 (2013)     | –          | – Einw./km²        | 61013      | 61500        |
| Boitron                | 340 (2013)     | –          | – Einw./km²        | 61051      | 61500        |
| Bursard                | 201 (2013)     | –          | – Einw./km²        | 61068      | 61500        |
| Coulonges-sur-Sarthe   | 502 (2013)     | –          | – Einw./km²        | 61126      | 61170        |
| Essay                  | 537 (2013)     | –          | – Einw./km²        | 61156      | 61500        |
| Hauterive              | 491 (2013)     | –          | – Einw./km²        | 61202      | 61250        |
| Laleu                  | 364 (2013)     | –          | – Einw./km²        | 61215      | 61170        |
| Marchemaisons          | 151 (2013)     | –          | – Einw./km²        | 61251      | 61170        |
| Le Mêle-sur-Sarthe     | 758 (2013)     | –          | – Einw./km²        | 61258      | 61170        |
| Le Ménil-Broût         | 172 (2013)     | –          | – Einw./km²        | 61261      | 61250        |
| Ménil-Erreux           | 228 (2013)     | –          | – Einw./km²        | 61263      | 61250        |
| Neuilly-le-Bisson      | 313 (2013)     | –          | – Einw./km²        | 61304      | 61250        |
| Saint-Aubin-d’Appenai  | 383 (2013)     | –          | – Einw./km²        | 61365      | 61170        |
| Saint-Léger-sur-Sarthe | 370 (2013)     | –          | – Einw./km²        | 61415      | 61170        |
| Les Ventes-de-Bourse   | 163 (2013)     | –          | – Einw./km²        | 61499      | 61170        |

## Bevölkerungsentwicklung
| 1962 | 1968 | 1975 | 1982 | 1990 | 1999 | 2006 |
| ---- | ---- | ---- | ---- | ---- | ---- | ---- |
| 4507 | 4479 | 4345 | 4402 | 4365 | 4499 | 4948 |